# Impuls temperat
Impuls temperat (en alemany: Gedämpfter schwung o Gedämpfter Elan i en anglès: Tempered Elan) és l'últim quadre de Vassili Kandinski pintat l'any 1944 en oli sobre cartró.

## Història
Kandinski es va enfrontar a una gran convulsió en els seus últims anys. En tornar-se ciutadà alemany, va rendir-se en tot intent de reclamar les obres que quedaven a Rússia. Els desenvulupaments fatídics d'Alemanya, el tancament de la Bauhaus i que s'etiquetés l'art abstracte com a degenerat van ser una experiència dolorosa per al pintor rus. Els últims anys de la seva vida van ser envoltats de guerra. Viure a París, llavors ocupada pels alemanys, feia difícil als artistes aconseguir subministraments, com teles i pintures a l'oli, ja que els materials eren escassos.
Kandinski va pintar Impuls temperat sobre cartró i va acabar sent la seva última obra, abans de morir el mateix any per arterioesclerosi. Com a ciutadà francès, Kandinski va viure una vida tranquil·la tot i la guerra, pintant obres petites per a les quals usava menys materials. La guerra va evitar que pogués seguir exposant i venent art, i per tant, l'èxit de què tant havia gaudit a Rússia i Alemanya no el va seguir a França. Va morir infeliçment, sense veure l'èxit que va tenir l'art abstracte després de la guerra. En cas d'haver sobreviscut, Kandinski hauria vist les seves obres comprades pels millors museus del món per grans quantitats de diners i, cosa encara més important, hauria sabut que va ajudar a establir un nova forma d'art com a fundador i desenvolupador de l'art abstracte.